# Emmanuel Haymann
Pour les articles homonymes, voir Haymann.
Emmanuel Haymann est un écrivain, historien et biographe suisse francophone.